# Koněprusy
Koněprusy (deutsch Konieprus) ist eine Gemeinde in Tschechien. Sie liegt fünf Kilometer südlich von Beroun und gehört zum Okres Beroun.

## Geographie

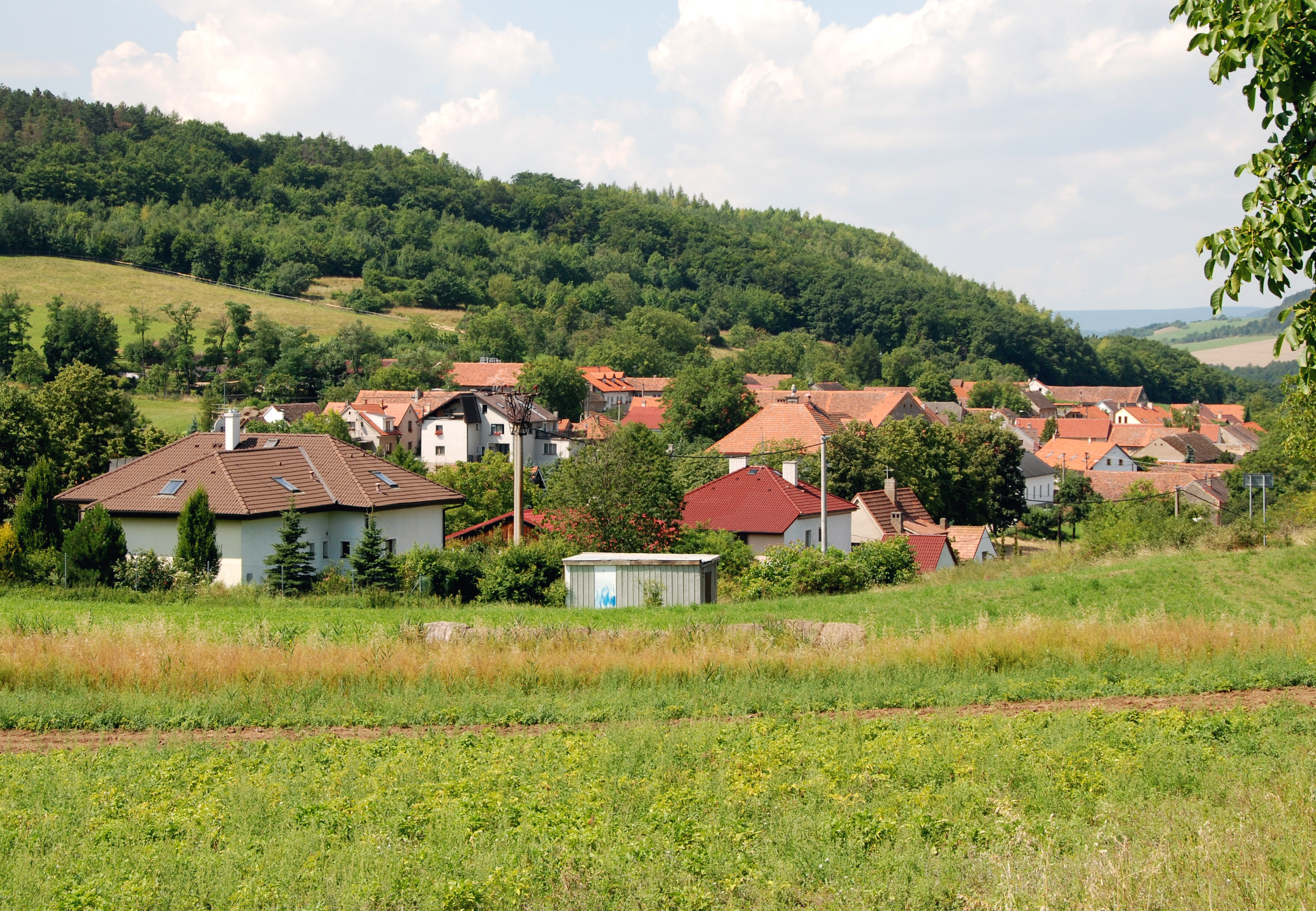
Ortsansicht von Osten

Koněprusy befindet sich am Rande des Landschaftsschutzgebietes Český kras (Böhmischer Karst) in der Brdská vrchovina. Das Dorf liegt rechtsseitig über dem Tal des Baches Suchomastský potok am Quellgrund des Koněpruský potok. In den Hügeln südlich des Ortes wird im Velkolom Čertovy schody großflächig Kalkstein abgebaut. Vom Steinbruch führt eine Eisenbahn entlang des Suchomastský potok nach Králův Dvůr. Im Nordwesten liegt der Stausee Suchomasty. Nördlich erhebt sich der Velký Kosov (451 m), im Nordosten der Tobolský vrch (467 m) und der Velký vrch (441 m), östlich die Kamenice (448 m), südöstlich der Plešivec (453 m), im Süden der Zlatý kůň (475 m) und der Újezdce (474 m), südwestlich der Kotýz (425 m) sowie im Westen die Koukolova hora (471 m).
Nachbarorte sind Bítov und Koledník im Norden, Tetín und Koda im Nordosten, Tobolka im Osten, Měňany und Vinařice im Südosten, Suchomasty im Süden, Dolejší Mlýn, Tmaň und Slavíky im Südwesten, Havlíčkův Mlýn, Amerika und Křižatky im Westen sowie Litohlavy, U Hůlů, Karlova Huť und Králův Dvůr im Nordwesten.

## Geschichte

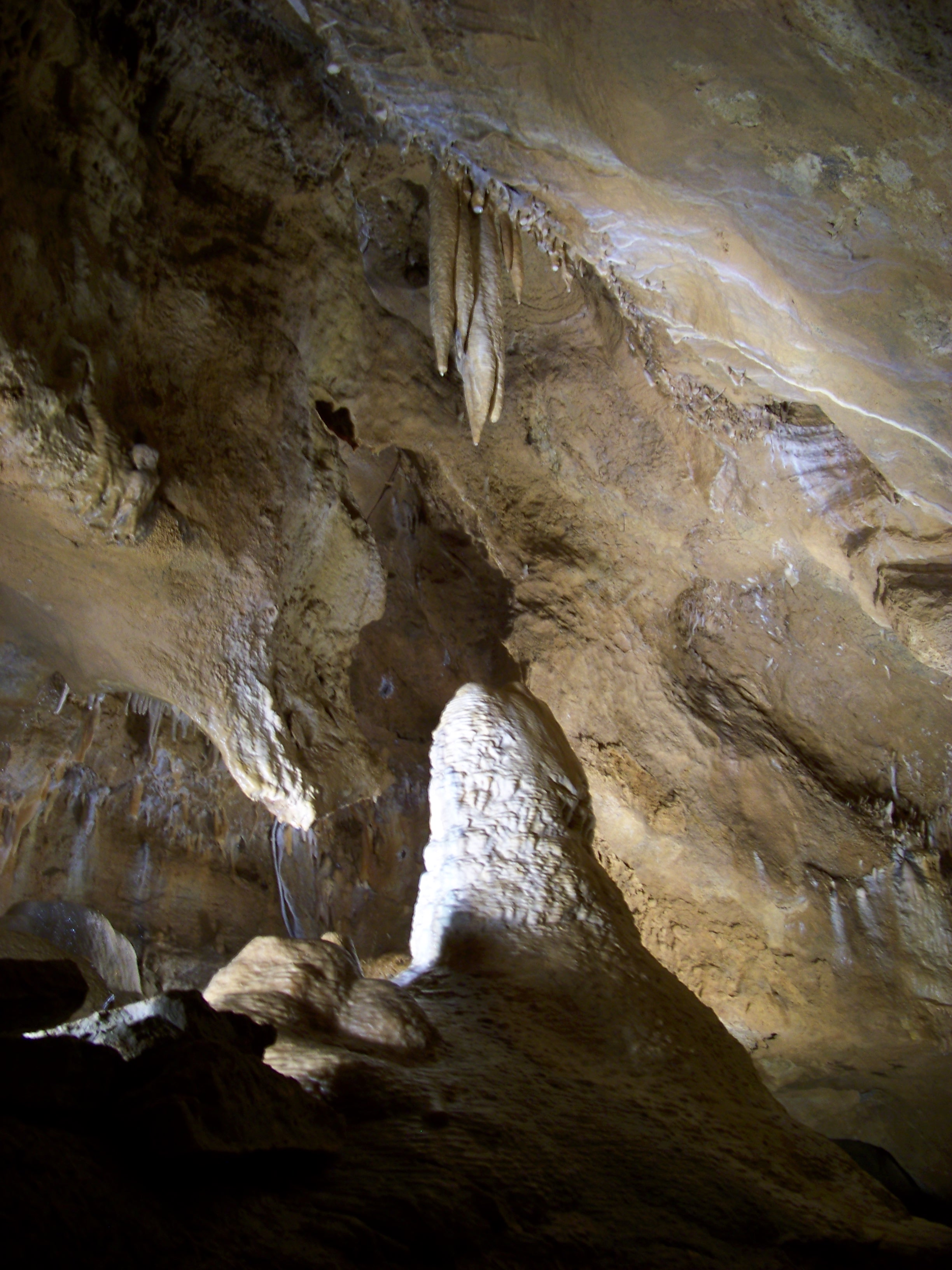
Karsthöhle Koněpruské jeskyně am Zlatý kůň

Archäologische Funde in der Höhle Koněpruské jeskyně belegen eine menschliche Besiedlung der Gegend in der Altsteinzeit.
Nach alten Überlieferungen soll auf dem Zlatý kůň eine Kultstätte für die heidnische Gottheit Svantovit gewesen sein.
Die erste schriftliche Erwähnung des Ortes erfolgte im Jahre 1391 im Zusammenhang mit Sudík von Koněprus. Koněprusy war Stammsitz der Vladikens von Koněprus. Im Jahre 1393 lehrte Peter von Koněprus an der Philosophischen Fakultät der Karls-Universität und war zeitweilig auch deren Dekan. 1417 wurde Jan Schenk von Koněprus als Besitzer des Gutes erwähnt, 1420 Hašek und Jindřich von Koněprus sowie 1431 Jan von Koněprus. Als Peter von Terešov im Jahre 1437 das Gut Korno kaufte, gehörte zu diesem ein an Anteil von Koněprusy. Mit Václav von Koněprus, der seit 1455 seinen Sitz auf der Feste Koněprusy hatte, erlosch das Geschlecht der Herren von Koněprus zum Ende des 15. Jahrhunderts im Mannesstamme. König Ladislaus Jagiello überließ das heimgefallene Gut Koněprusy zusammen mit Popovice an Vaněk von Svárov. Im Jahre 1544 wurde Jan Karel von Svárov in der Landtafel als Besitzer der Erbgüter Koněprusy und Popovice eingetragen. Er besaß auch die Herrschaft Tmaň, zu der ein kleiner Anteil von Koněprusy untertänig blieb. Ihm folgten seine einzige Tochter Katharina und deren Ehemann Otto von Loß. Dieser verkaufte die Güter Koněprusy und Popovice 1586 Johann d. Ä. Popel von Lobkowicz auf Točník. Dessen Sohn Georg verlor 1593 wegen einer Intrige gegen Kaiser Rudolf II. sämtliche Güter. 1594 wurde die konfiszierte Herrschaft Točník mit den Herrschaften Zbiroh und Königshof zu einer Kameralherrschaft vereinigt, deren Hauptmann seinen Sitz im Schloss Zbiroh hatte.
Ein weiterer Anteil von Koněprusy gehörte Sebastian Vikhart von Šanov, der ihn 1593 zusammen mit seinem Gut Vinařice an den Besitzer der Herrschaft Liteň, Wenzel Wratislaw d. Ä. von Mitrowitz verkaufte. Im Jahre 1709 veräußerten die Grafen Wratislaw von Mitrowitz, diesen Anteil an den Grafen von Bubna auf Suchomasty.
Während des Dreißigjährigen Krieges verwüsteten im Jahre 1634 sächsische Truppen das Dorf, fünf Jahre später fiel das schwedische Heer unter Feldmarschall Banér in Koněprusy ein. Nach dem Ende des Krieges wurde die Bevölkerung, die den Böhmischen Brüdern angehörte, durch die Jesuiten rekatholisiert. In der berní rula sind für Koněprusy drei Bauern und zwei Chalupner aufgeführt, weitere drei Gehöfte lagen wüst.
Die Verwaltung und Erträge des Königshofer Anteils der Kameralherrschaft Zbirow wurden 1834 als k.k. Montan-Herrschaft bzw. Berg-Cameralherrschaft Königshof dem k.k. Montan-Aerar zugewiesen. Sie blieb dabei dem k.k. Oberamt Zbirow untergeordnet, erhielt jedoch einen Amtsverwalter.

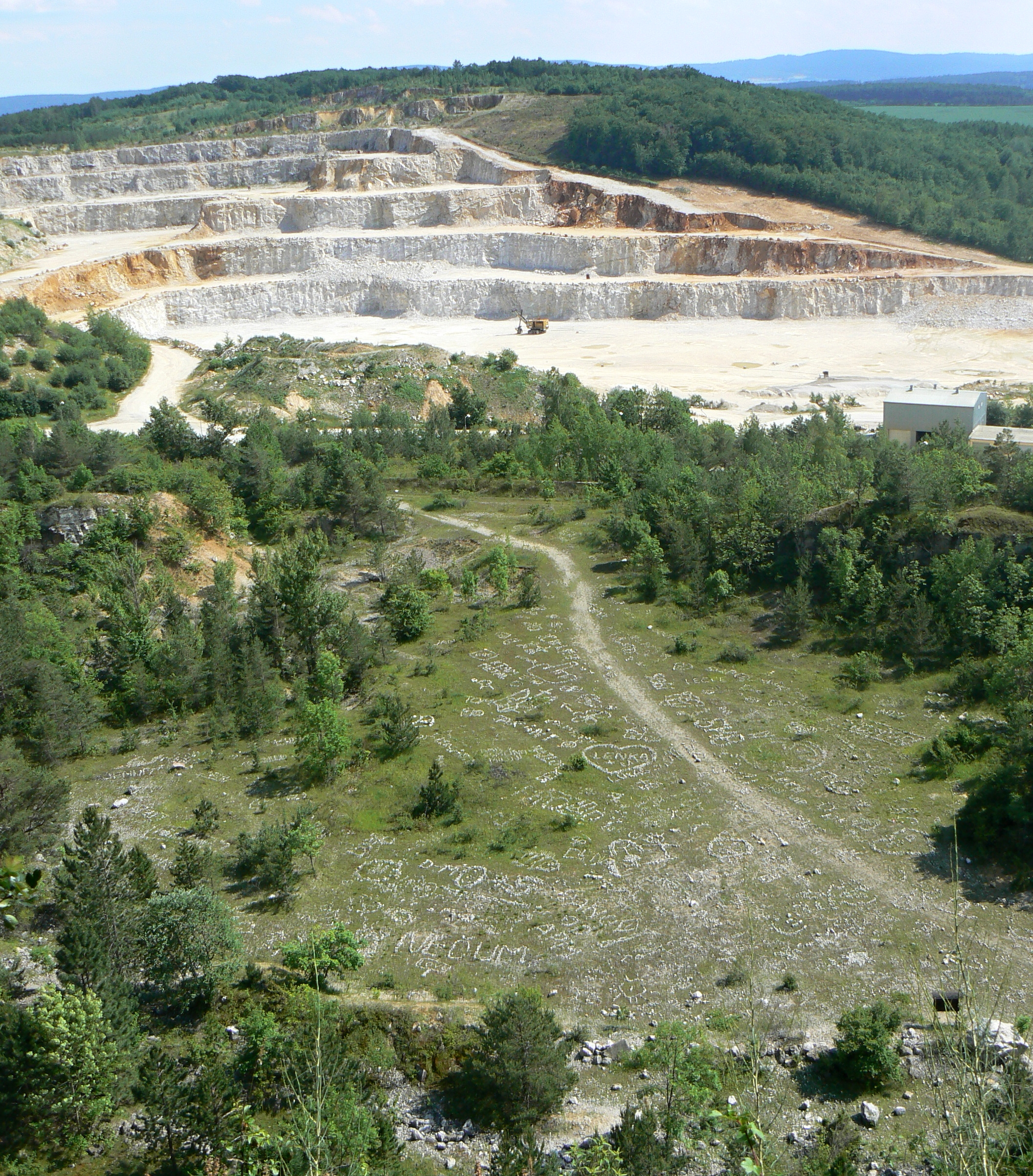
Kalksteinbruch Čertovy schody am Zlatý kůň

Im Jahre 1846 bestand das im Berauner Kreis gelegene Dorf Konieprus, auch Koniaprußy bzw. Koněprusy aus insgesamt 29 Häusern mit 254 Einwohnern. Davon gehörten 21 Häuser zur k.k. Montan-Herrschaft Königshof, sieben Häuser zum Gut Suchomast und ein Haus zum Gut Tmain. Die Koniepruser Insassen Jan Bertůněk und Josef Havlíček besaßen zwei Marmorbrüche; der daraus in einem Feldofen gebrannte Kalk wurde zu Bauzwecken verwendet, da er sich durch seine hervorragende Festigkeit auszeichnete. Auf dem Königshofer Anteil gab es ein Wirtshaus. Die zwei auf dem Königshofer Anteil lebenden jüdischen Familien waren nach Suchomast untertänig. Pfarrort war Tmain. Bis zur Mitte des 19. Jahrhunderts blieb das Dorf der k.k. Montan-Herrschaft Königshof untertänig.
Nach der Aufhebung der Patrimonialherrschaften bildete Koněprusy mit den Ortsteilen Jarov und Bytov ab 1850 eine Gemeinde im Gerichtsbezirk Beroun. Wegen des weiten Schulweges nach Tmaň ließ die Gemeinde einen Privatlehrer in Koněprusy unterrichten. 1860 wurde in Koněprusy ein eingeschossiges Schulhaus eingeweiht, in die neue Schule wurde auch die Kinder aus Bytov, die zuvor in Počaply unterrichtet wurden, eingeschult. 1868 wurde die Gemeinde dem Bezirk Hořowitz zugeordnet. Jarov wurde 1881 eigenständig. 1898 nahm die Kleinbahn Königshof–Beraun–Koněprus (Drobná dráha Králův Dvůr – Beroun – Koněprusy, KBK) die die Kalksteinbrüche mit der Zementfabrik Karlova Huť verband, den Betrieb auf. Im Jahre 1900 bestand das Dorf aus 51 Häusern und hatte 279 Einwohner. Ab 1920 bildete auch Bytov eine eigene Gemeinde. In den 1920er Jahren traten die meisten der Einwohner zur Tschechoslowakischen Hussitischen Kirche über, der Anteil der Katholiken sank auf sieben Prozent. 1931 lebten über 300 Personen in Koněprusy. Seit 1936 gehört Koněprusy zum Okres Beroun. Die Karsthöhle Koněpruské jeskyně wurde 1950 entdeckt. In den 1950er Jahren wurde der Großsteinbruch Čertovy schody aufgenommen und vom Rangierbahnhof Beroun (Beroun-seřaďovacího nádraží) mit einer normalspurigen Anschlussbahn verbunden. 1960 wurde Bítov wieder eingemeindet. Die 760 mm-Kleinbahn Králův Dvůr – Beroun – Koněprusy wurde 1962 stillgelegt und die Strecke später abgebaut.

## Gemeindegliederung
Die Gemeinde Koněprusy besteht aus den Ortsteilen Bítov (Bittow) und Koněprusy (Konieprus), die zugleich auch Katastralgebiete und Grundsiedlungseinheiten sind. Zu Koněprusy gehört die Einschicht Havlíčkův Mlýn.

## Sehenswürdigkeiten

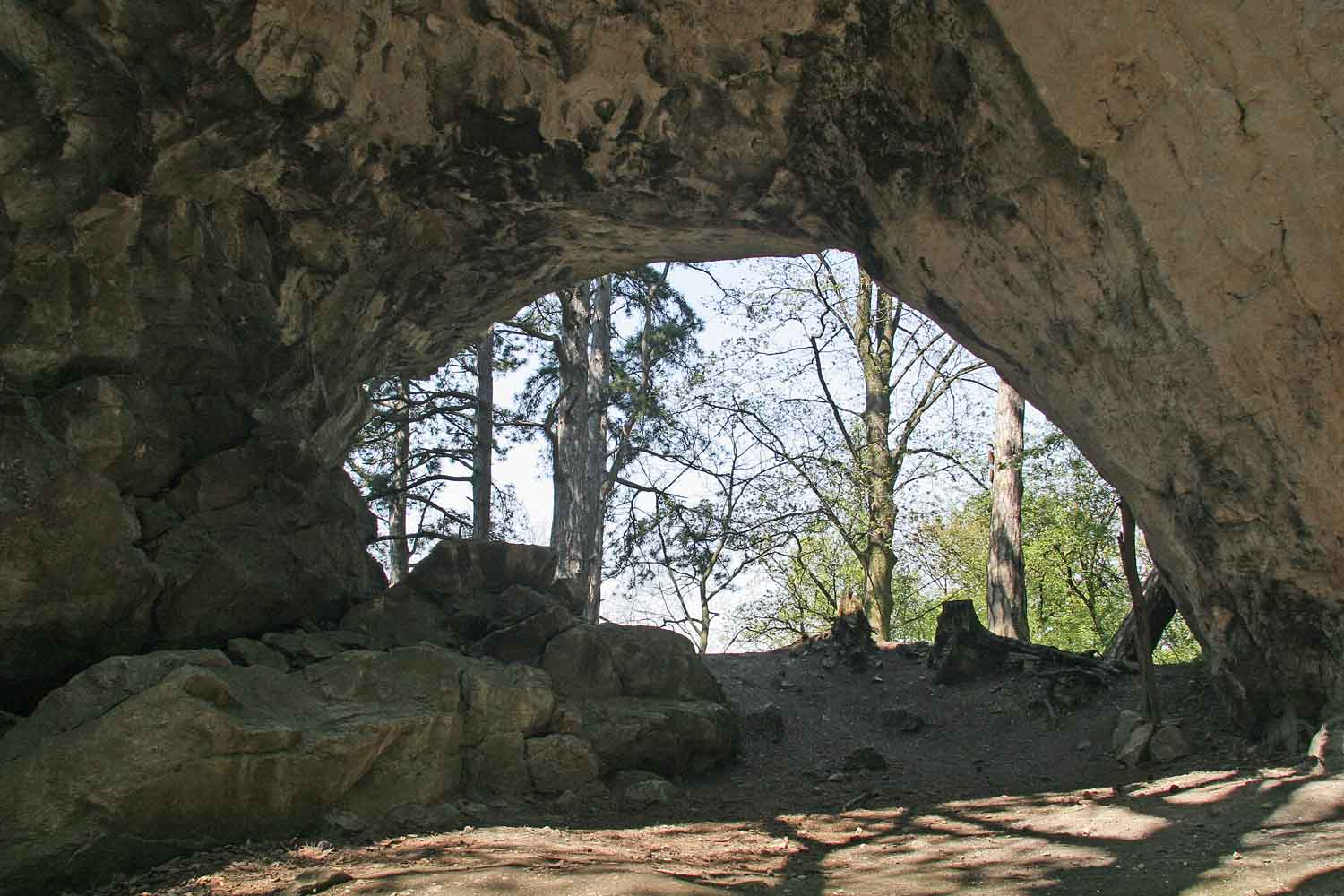
Felsentor Aksamitova brána

- Kapelle, errichtet im 19. Jahrhundert
- Naturdenkmal Kobyla mit dem ehemaligen Kalksteinbruch Kobyla, südöstlich des Dorfes
- Nationales Naturdenkmal Zlatý kůň, südlich von Koněprusy, darin befinden sich die Karsthöhlen Koněpruské jeskyně und Děravá.
  - In der 1950 aufgefundenen Höhle Koněpruské jeskyně wurden Knochen von Höhlentieren, Schädelteile und Knochen eines altsteinzeitlichen Homo sapiens sapiens sowie eine mittelalterliche Falschmünzerei mit 5000–10.000 Silbermünzen Georg von Podiebrads aus der Zeit zwischen 1469 und 1472, die aus mit Amalgamsilber versilberten Kupferblechen hergestellt worden waren. Seit 1959 ist die Höhle öffentlich zugänglich.
- Nationales Naturdenkmal Kotýz, südwestlich des Ortes, mit Burgstätte Kotýz und dem größten Felsentor des Böhmischen Karstes Aksamitova brána.
- Nationales Naturreservat Koda, nordöstlich von Koněprusy.

## Söhne und Töchter der Gemeinde
- Jiří Macourek (1815-nach 1863), böhmischer Fagottist, Komponist und Militärkapellmeister